# Корейски проток
Корейският проток (на корейски: 대한 해협; на японски: 韓国海峡) е проток корейския полуостров на северозапад и японските островите Ики, Кюшу и югозападния край на остров Хоншу на югоизток. Свързва японско море на североизток с Източнокитайско море на югозапад. Дължина 324 km, ширина 180 km, най-малка дълбочина на фарватера 115 m. В средната му част са разположени островите Цушима, които го разделят на два прохода (протока): Източен на югоизток и Западен на северозапад. Най-големите градове и пристанища по бреговете му са: Китакюшу и Фукуока в Япония, Пусан в Южна Корея.

## Историческа справка
По време на Руско-японската война 1904 – 05 г. в Корейския проток на 1 (14) август 1904 г. се провежда сражение между руската и японската крайцерски ескадри. На 28 юли (10 август) от пристанището на Порт Артур потегля руска ескадра за пробив към Владивосток. В помощ на нея на 30 юли (12 август) от Владивосток потегля друг руски отряд от крайцери (2 броненосни и 1 брониран палубен крайцери) под командването на контра-адмирал К. П. Йесен. Сутринта на 1 (14) август руските крайцери, тръгнали от Владивосток, се срещат с японската ескадра на адмирал Камимура (4 броненосни крайцера и 2 леки крайцера), която значително превъзхожда руски кораби във въоръжение, дебелина на бронята и скорост. Скоро бронирания палубен крайцер „Рюрик“ получава тежки повреди. Другите 2 крайцера в продължение на 2 часа се опитват да му помогнат, като привличат огъна на противника към себе си, след което бавно започват де се придвижват на север. „Рюрик“ геройски загива в неравния бой, а другите крайцери успяват да се приберат във Владивосток. Руските загуби са: 336 човека са убити, 625 са пленени (в т.ч. 230 ранени) и 347 са ранени. Загубите на японците са 44 убити и 182 ранени.

## Имена
Севернокорейско име: Чосонгъл:조선해협, Ханча:朝鮮海峽, Маккюн-Райшауер:Chosŏn Haehyŏp
Южнокорейско име: Хангъл:대한해협, Ханча:大韓海峽, Маккюн-Райшауер: Taehan Haehyŏp
Японско име: Японски:韓国海峡